# Camptotypus lachesis
Camptotypus lachesis är en stekelart som först beskrevs av Morley 1914.  Camptotypus lachesis ingår i släktet Camptotypus och familjen brokparasitsteklar. Inga underarter finns listade.